# Jožef Ulaga (1826–1881)
Jožef Ulaga, slovenski rimskokatoliški duhovnik, politik in časnikar, * 15. januar 1826, Bistrica ob Sotli, † 4. oktober 1881, Slovenske Konjice.

## Življenje in delo
Rodil se je očetu obmejnemu stražniku Francu in materi Mariji (rojeni Blatnik). Ljudsko šolo je obiskoval v rojstnem kraju, nato gimnazijo v Celju (1840–1846),  licej v Gradcu (1846–1848), 1848–51 bogoslovje v Celovcu (1848–1851) ter v Šentandražu (nem. St. Andrä im Lavanttal; 1851–1852). Po kakem mesecu kaplanovanja v Novi Cerkvi pri Vojniku ga je škof Slomšek poslal v Avguštinej na Dunaju (1853–1857), kjer je 1857 doktoriral z disertacijo Dissertatio exegetica in cosmogoniam Mosaicam. V letih 1852–1859 je služboval kot učitelj verouka in slovenskega jezika na nižji gimnaziji v Celju, 1859–1874 predaval svetopisemske vede in retoriko na novoustanovljenem bogoslovnem učilišču v Mariboru, vmes 1861–1867 tudi v mariborskem semenišču, nazadnje pa je bil od 1875 dekan v Slovenskih Konjicah.
V Mariboru se je 1861 vključil v narodno čitalnico, ki je v tem času dala pobudo za spomenico z zahtevo po ustanovitvi SM. Sodeloval je v pripravljalnem odboru za postavitev Slomškovega spomenika. V letih 1862–1864 je skupaj s F. Kosarjem, od 1865–1866 pa sam urejal list Drobtinice ter jih zalagal s svojimi prispevki večinoma z nabožno in moralnovzgojno vsebino v vezani in nevezani besedi. Pomembni so predgovori, v katerih je mdr. izrazil potrebo po pravopisni enotnosti  ter načel »pekoča vprašanja« v zvezi z uvedbo slovenščine v šole in urade, ko je poudaril: »Šele, ko se bo to zgodilo, se bo slovenski narod lahko dvignil na višjo stopnjo duševnega napredka«. 
Političnega življenja, boja med konservativci in liberalci se je začel udeleževati 1867, ko je napisal v več člankov o konkordatu; tedanja nemška liberalna vlada je pripravljala odpoved konkordata in organizirala podpisno akcijo, ki jo je Ulaga v člankih odklanjal in se zapletel v ostro polemiko z B. Raičem. S tem sta sicer stanovska tovariša postala idejna nasprotnika; tudi pozneje sta večkrat trčila skupaj ter 1871 in 1873 povzročila v narodnih vrstah celo začasni razkol. Kljub temu pa so si zaradi nemškega pritiska želeli na obeh straneh narodno slogo ter 15. junija 1864 ustanovili v Mariboru skupno Slovensko politično društvo Slovenski narod kateremu je bil predsednik Anton Tomšič, v odboru pa sta bila Ulaga in Raič. Leta 1870 je Ulaga ustanovil Katoliško konservativno društvo, kar je krog okoli Slovenskega naroda pozdravil. Podpisal je oklic volilcem za volitve v štajerski deželni zbor in se pridružil zborovalcem na shodu slovenskih, hrvaških in srbskih rodoljubov 1. decembra 1870 v Ljubljani. 
Ulagova časnikarska dejavnost je povezana z odnosi med obema strankama; zunanja enotnost ni bila ovira pri ustanovitvi ločenih političnih in gospodararskih organizacij. Ulaga si je pripravil glavno delovno področje z ustanovitvijo Katoliškega tiskovnega društva (12. aprila 1871; predsedoval mu je J. Pajk), ki je želelo oskrbovati ves slovenski tisk v Mariboru. Zaradi pomanjkanja denarja so na Ulagov predlog 1871 odkupili od M. Preloga list Slovenski gospodar; urejanje je prevzel Ulaga (1871–1875), Prelog pa je ostal odgovorni urednik. Zaradi nesoglasij in medsebojnih idejnih trenj je Prelog uredništvo zapustil, Pajk odložil funkcijo predsednika pri Katoliškem tiskovnem društvu, a Ulaga je še naprej usmerjal list v izrazito cerkveno–konservativnem in narodno obrambnem duhu.

## Zunanje povetave
- Richter Jakob. »Ulaga Jožef«. Slovenski biografski leksikon. Ljubljana: ZRC SAZU, 2013 – prek Slovenska biografija.